# Jalgpalliklubi Eesti Põlevkivi Jõhvi
Il Jalgpalliklubi Eesti Põlevkivi Jõhvi, noto anche come EP Jõhvi, era una società calcistica di Jõhvi.

## Storia
Fondata nel 1974 con il nome di Estonia Jõhvi Kohtla-Järve, ha vinto 1 campionato estone, in epoca sovietica, quando il torneo era a carattere regionale; vinse inoltre anche tre Coppe d'Estonia. Nel 1987 si è fuso con il RMT Kohtla-Järve, cambiando denominazione in Estonia/RMT Kohtla-Järve. Dal 1991 ha assunto la sua denominazione finale.
Cono lo scioglimento dell'Unione Sovietica venne collocato nella Meistriliiga, massima serie del Campionato estone di calcio; vi rimase fino al 1999 anno in cui giunse ultimo, retrocedendo e, successivamente, fallendo.
Ottenne il suo miglior risultato proprio nel 1992, quando finì secondo dietro il Norma Tallinn; in seguito i risultati peggiorarono, tanto che ottenne a più riprese la salvezza solo ai play-off retrocessione/promozione.
Nella Coppa nel 1995/1996 arrivò fino in finale, dove perse 2-0 contro il Sadam Tallinn.

## Palmarès

### Competizioni nazionali
- Campionato della repubblica sovietica estone: 1

1984
- Coppa della repubblica sovietica estone: 3

1985, 1986, 1987

### Altri piazzamenti
- Campionato estone:

Secondo posto: 1992
- Campionato della repubblica sovietica estone:

Secondo posto: 1982
Terzo posto: 1991
- Coppa di Estonia:

Finalista: 1995-1996
Semifinalista: 1992-1993

## Statistiche e record

### Partecipazione ai campionati
Nel seguito sono riportati esclusivamente i campionati post-sovietici, in quanto i precedenti erano a carattere regionale.
| Livello | Categoria    | Partecipazioni | Debutto | Ultima stagione | Totale |
| ------- | ------------ | -------------- | ------- | --------------- | ------ |
| 1º      | Meistriliiga | 9              | 1992    | 1999            | 2      |